# Renzo Russo
Renzo Giuseppe Russo (geb. vor 1950) war ein italienischer Filmregisseur und Drehbuchautor.
Russo lebte in den 1950er Jahren in Venezuela, wo er auch 1953 für den Spielfilm Noche de milagros verantwortlich zeichnete. 1961 brachte er den Dokumentarfilm Lettere dal Venezuela in die Kinos; ein Jahr später seinen ersten der damals modischen Sexy-Filme, die Nachtclubszenen und andere Attraktionen mit einer kurzen Spielhandlung verbanden. Nun in Italien drehte Russo als Regisseur, Produzent und Drehbuchautor zwischen 1962 und 1964 weitere dieser Streifen. Gelegentlich schnitt er die Werke, die alle auch im deutschsprachigen Raum gezeigt wurden, auch selbst. Nach einigen Jahren Pause trat er schließlich mit dem konventionellen Giallo La rossa dalla pelle che scotta letztmals im Filmgeschäft in Erscheinung.

## Filmografie
- 1961: Lettere dal Venezuela (Dokumentarfilm)
- 1962: Venezuela bei Nacht (Tropico di notte)
- 1962: Sex im Neonlicht (Mondo caldo di notte)
- 1962: Sexy Girls (Sexy)
- 1963: Unternehmen nackte Schönheit (Europa: operazione strip-tease)
- 1964: Sexköniginnen der Nacht (Per una valigia piena di donne)
- 1971: La rossa dalla pelle che scotta